# بيغ مايك
بيغ مايك (بالإنجليزية: Big Mike) هو رابر أمريكي، ولد في 1971 في نيو أورلينز في الولايات المتحدة.

## وصلات خارجية
- بيغ مايك على موقع ميوزك برينز (الإنجليزية)
- بيغ مايك على موقع ديسكوغز (الإنجليزية)
- بيغ مايك على موقع ديسكوغز (الإنجليزية)